# Dicranomyia mutata
Dicranomyia mutata là một loài ruồi trong họ Limoniidae. Chúng phân bố ở vùng Tân nhiệt đới.